# Rosa María Bravo Soba
Rosa María Bravo Soba (Valladolid, 25 d'agost de 1976) fou una ciclista espanyola.
Ha combinat tant la competició en carretera, com en pista i ciclocròs. Del seu palmarès destaquen tres campionats nacionals en ruta i nombrosos en pista.
També ha competit en proves de duatló.

## Palmarès en ruta
- 1998
  -  Campiona d'Espanya en ruta
  - 1a a la Copa d'Espanya
  - 1a a l'Emakumeen Saria
- 1999
  - 1a a la Copa d'Espanya
- 2000
  -  Campiona d'Espanya en ruta
  - 1a a la Copa d'Espanya
- 2001
  - 1a a la Copa d'Espanya
  - 1a a la Fletxa gascona i vencedora de 2 etapes
  - 1a al Gran Premi San Isidro
- 2002
  - 1a al Gran Premi San Isidro
- 2004
  - 1a al Gran Premi San Isidro
- 2009
  - 1a a la Copa d'Espanya
- 2010
  - 1a a la Copa d'Espanya
- 2011
  -  Campiona d'Espanya en ruta

## Palmarès en pista
- 1995
  -  Campiona d'Espanya en 500 metres
- 1996
  -  Campiona d'Espanya en velocitat
  -  Campiona d'Espanya en 500 metres
- 1997
  -  Campiona d'Espanya en velocitat
  -  Campiona d'Espanya en 500 metres
- 1998
  -  Campiona d'Espanya en 500 metres
- 1999
  -  Campiona d'Espanya en velocitat
  -  Campiona d'Espanya en 500 metres
- 2000
  -  Campiona d'Espanya en 500 metres

## Palmarès en ciclocròs
- 2005
  -  Campiona d'Espanya en ciclocròs
- 2006
  -  Campiona d'Espanya en ciclocròs